# Regimiento de Artillería 1 (Bolivia)
El Regimiento de Artillería 1 «Camacho» es un regimiento del Ejército de Bolivia perteneciente a la Segunda División del Ejército y con sede en la ciudad y municipio de Oruro, provincia de Cercado, departamento de Oruro. El Regimiento Camacho es también un centro de reclutamiento de conscriptos.

## Historia
Por Orden General N.º 420 del 28 de diciembre de 1914, el Ministerio de Guerra dispuso que la unidad se denominara «Regimiento Camacho 1.º de Artillería».
Cuando inició la guerra del Chaco en 1932, el RA-1 integraba la 1.ª División de Oruro.
A fines de la década de 1970, el Ejército de Bolivia reestructuró su organización, y el Regimiento Camacho fue asignado en la 2.ª División con base en Challapata.